# Jem Karacan
Jem Paul Karacan (Catford, Inglaterra, 21 de febrero de 1989) es un exfutbolista profesional que jugó como centrocampista. Actualmente es agente de fútbol con licencia. Karacan pasó la mayor parte de su carrera como jugador en el Reading, además de jugar en el AFC Bournemouth, Millwall, Galatasaray, Bursaspor, Bolton Wanderers, Central Coast Mariners, Scunthorpe United y Radcliffe. A nivel internacional, jugó con la selección juvenil turca y fue capitán de la sub-21.

## Selección nacional
De padre turco y madre inglesa, Karacan puede representar a ambos países a nivel internacional. Eligió representar a Turquía y ha sido capitán del equipo juvenil. Debutó con la selección sub-21 como suplente contra Armenia en agosto de 2008, antes de debutar con la selección A2 cuando derrotaron a Estonia por 5-0 en marzo de 2012. Karacan recibió su primera convocatoria con la selección absoluta de Turquía el 13 de octubre de 2012, para el partido de clasificación para la Copa Mundial de la FIFA 2014 contra Hungría, pero fue suplente sin jugar.

## Clubes
| Club                         | País       | Año       |
| ---------------------------- | ---------- | --------- |
| Reading F. C.                | Inglaterra | 2007-2015 |
| AFC Bournemouth (cedido)     | Inglaterra | 2007-2008 |
| Millwall F. C. (cedido)      | Inglaterra | 2008      |
| Galatasaray S. K.            | Turquía    | 2015-2017 |
| Bursaspor (cedido)           | Turquía    | 2016      |
| Bolton Wanderers F. C.       | Inglaterra | 2017-2018 |
| Millwall F. C.               | Inglaterra | 2018-2019 |
| Central Coast Mariners F. C. | Australia  | 2019      |
| Scunthorpe United F. C.      | Inglaterra | 2021      |
| Radcliffe F. C.              | Inglaterra | 2022-2023 |

## Palmarés

### Títulos nacionales
| Título                       | Club          | País       | Año  |
| ---------------------------- | ------------- | ---------- | ---- |
| Football League Championship | Reading F. C. | Inglaterra | 2012 |